# Індіанець (сузір'я)

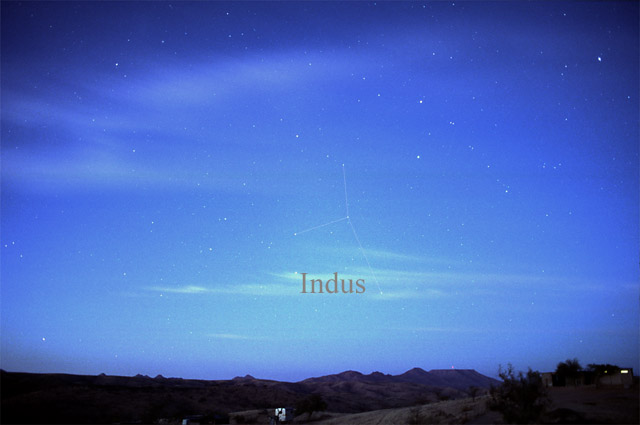
Індіанець неозброєним оком.

Індіа́нець, давніше – Індус (лат. Indus) — сузір'я південної півкулі неба, містить 38 зір, видимих неозброєних оком. З території України не спостерігається.
Запропоноване Планціусом на його небесному глобусі, виданому у 1598 році, хоча традиційно приписується Йоганну Байєру, оскільки вперше з'явилося у його Уранометрії 1603 року.
Епсилон Індіанця є однією з найближчих до Сонця зірок і розташована на відстані 11,82 світлових років.